# Miniera d'argento di Tarnowskie Góry
La Miniera di piombo, argento e zinco di Tarnowskie Góry e il suo sistema sotterraneo di gestione idraulica citata a volte semplicemente come "Miniera d'argento di Tarnowskie Góry" è un complesso minerario situato nel sud della Polonia, vicino alla città di Tarnowskie Góry, nel voivodato della Slesia. Il sito è stato iscritto nella lista dell'UNESCO dei Patrimoni dell'umanità.
La miniera e la vicina Sztolnia Czarnego Pstrąga ("Ingresso della trota nera") sono i resti di un'industria mineraria d'argento. Il sito fa parte del network della European Route of Industrial Heritage. Ha anche aderito al The International Committee for the Conservation of the Industrial Heritage e all'Organizzazione per il Turismo della Slesia.

## Storia dell'attività mineraria nella zona
La regione di Tarnowskie Góry è nota per l'estrazione storica del minerale di piombo. Il minerale estratto qui era la galena da cui si ricava appunto piombo e argento. Dal XVI secolo è stato uno dei centri industriali più importanti di questa parte d'Europa. Dopo che la città fu fondata nel 1526, il duca di Opole Giovanni II le concesse lo status di città mineraria indipendente. Anche il nome della città Tarnowskie Góry ha un'etimologia che richiama l'attività mineraria. La prima parte "Tarnowskie" derivava dal nome del paese "Tarnowice" dove erano stati trovati depositi di galena. La seconda parte del nome "Góry" significa "montagne" e deriva dalle alture attorno ai numerosi pozzi scavati nella città.
Il periodo di prosperità durò fino alla fine del XVI secolo. Nel XVII secolo i minatori iniziarono a lavorare a profondità maggiori che soffrivano però di allagamenti di acqua nella miniera - i metodi di drenaggio non erano molto efficienti. La Guerra dei Trent'anni rese la crisi più grave. L'industria crollò, le apparecchiature di drenaggio andarono distrutte. Epidemie e incendi colpirono la città. Tarnowskie Góry fu saccheggiata da vari eserciti e il costo della distruzione furono sostenuti dagli abitanti.
La regione della Slesia fu conquistata dal Regno di Prussia nel XVIII secolo. Il re Federico II delegò Friedrich Wilhelm von Reden e Friedrich Anton von Heynitz a riprendere le attività minerarie in Slesia. Entrambi erano professionisti fenomenali nel campo dell'estrazione mineraria e della metallurgia. Nel 1776 entrambi visitarono i più grandi centri industriali inglesi, che nella seconda metà del XVIII secolo erano all'avanguardia dell'industria europea. Lì appresero i principi di funzionamento delle miniere di carbone, delle cokerie, dell'uso di motori a vapore, della costruzione di canali d'acqua e degli scavi minerari drenanti. La perforazione dei pozzi iniziò nell'ottobre 1783. 72 minatori furono coinvolti nei lavori. Dopo 9 mesi di intenso lavoro, il 16 luglio 1784, nel pozzo "Rudolfina" fu trovato alla profondità di 18 m un ricco giacimento di piombo e argento. Due giorni dopo una scoperta simile fu fatta nei pozzi "Łyszczonek" e "Opal". Alla nuova miniera statale di argento e piombo fu dato il nome di Federico.
L'industria mineraria dovette affrontare il problema dell'allagamento dell'acqua negli scavi. I macchinari attivati da cavalli non erano in grado di drenare la miniera abbastanza velocemente. Nel 1787 il conte Friedrich Wilhelm von Reden portò dal Galles la prima macchina a vapore. La macchina iniziò a funzionare il 19 gennaio 1788. L'acqua fu rimossa dagli scavi e si potevano estrarre grandi quantità di minerale. Grazie alle macchine a vapore è stato anche possibile lo scavo del canale di scolo che ha portato infine a rimuovere l'acqua dalla miniera senza l'ausilio di alcun dispositivo aggiuntivo.
A causa dell'esaurimento della vena di galena, la miniera iniziò progressivamente a cessare la sua attività all'inizio del XX secolo, cessando definitivamente la sua attività nel 1913. Per quattro secoli i minatori scavarono oltre 20.000 pozzi e oltre 150 chilometri di corridoi sotterranei.

## La valorizzazione del sito in epoca contemporanea
Ricercatori, scienziati e appassionati di storia hanno iniziato a esplorare vaste camere e corridoi lasciati dai minatori più di 20 anni fa. I primi tentativi di scegliere un frammento della miniera adatto ai turisti furono intrapresi a metà degli anni '30. Purtroppo lo scoppio della seconda guerra mondiale interruppe l'attuazione di qualsiasi progetto.
Negli anni '50 un gruppo di appassionati di storia fondò l'associazione Stowarzyszenie Miłośników Ziemi Tarnogórskiej ("Associazione degli Amanti della Terra di Tarnowskie Góry"); il loro obiettivo principale era aprire un percorso turistico. La Sztolnia Czarnego Pstrąga (ingresso della trota nera) - una parte del sistema di drenaggio - fu aperto nel 1957 e per decenni è stato il giro in barca sotterraneo più lungo della Polonia. Più difficile era creare un percorso sicuro in un corridoio della miniera stessa. Finalmente il 5 settembre 1976 fu aperto ai turisti il percorso tra i tre pozzi principali.
Nel 2004 il presidente della Polonia ha dichiarato la miniera Monumento Storico. Dal 2006 fa parte della rete Szlak Zabytków Techniki Śląska ("Strada dei Monumenti Industriali della Slesia"). Nel 2014 la miniera è entrata a far parte della European Route of Industrial Heritage ("Strada Europea del Patrimonio Industriale").
Durante la 41ª sessione del Comitato del Patrimonio Mondiale il 9 luglio 2017, a Cracovia, in Polonia, la storica miniera d'argento e il suo sistema di gestione sotterraneo sono stati iscritti nella lista del patrimonio dell'UNESCO.

## Turismo
La miniera è normalmente aperta ai turisti e tutti i giorni si svolgono visite guidate in diverse lingue. Il tour inizia in un museo e poi i turisti si recano sottoterra per visitare i corridoi del XVIII e XIX secolo. La lunghezza totale del percorso è di 1,7 km, con 270 metri percorsi in barca attraverso il canale sotterraneo.
Il Museo del motore a vapore all'aperto circonda l'edificio della miniera, dove i bambini possono fare un giro su una piccola ferrovia a scartamento ridotto.